# 1679
Portal Geschichte | Portal Biografien | Aktuelle Ereignisse | Jahreskalender | Tagesartikel

◄ |
16. Jahrhundert |
17. Jahrhundert
| 18. Jahrhundert | ►

◄ |
1640er |
1650er |
1660er |
1670er
| 1680er | 1690er | 1700er | ►

◄◄ |
◄ |
1675 |
1676 |
1677 |
1678 |
1679
| 1680 | 1681 | 1682 | 1683 | ► | ►►
Staatsoberhäupter  · Nekrolog   · Musikjahr
| Januar | Januar | Januar | Januar | Januar | Januar | Januar | Januar |
| Kw     | Mo     | Di     | Mi     | Do     | Fr     | Sa     | So     |
| ------ | ------ | ------ | ------ | ------ | ------ | ------ | ------ |
| 52     |        |        |        |        |        |        | 1      |
| 1      | 2      | 3      | 4      | 5      | 6      | 7      | 8      |
| 2      | 9      | 10     | 11     | 12     | 13     | 14     | 15     |
| 3      | 16     | 17     | 18     | 19     | 20     | 21     | 22     |
| 4      | 23     | 24     | 25     | 26     | 27     | 28     | 29     |
| 5      | 30     | 31     |        |        |        |        |        |

| Februar | Februar | Februar | Februar | Februar | Februar | Februar | Februar |
| Kw      | Mo      | Di      | Mi      | Do      | Fr      | Sa      | So      |
| ------- | ------- | ------- | ------- | ------- | ------- | ------- | ------- |
| 5       |         |         | 1       | 2       | 3       | 4       | 5       |
| 6       | 6       | 7       | 8       | 9       | 10      | 11      | 12      |
| 7       | 13      | 14      | 15      | 16      | 17      | 18      | 19      |
| 8       | 20      | 21      | 22      | 23      | 24      | 25      | 26      |
| 9       | 27      | 28      |         |         |         |         |         |

| März | März | März | März | März | März | März | März |
| Kw   | Mo   | Di   | Mi   | Do   | Fr   | Sa   | So   |
| ---- | ---- | ---- | ---- | ---- | ---- | ---- | ---- |
| 9    |      |      | 1    | 2    | 3    | 4    | 5    |
| 10   | 6    | 7    | 8    | 9    | 10   | 11   | 12   |
| 11   | 13   | 14   | 15   | 16   | 17   | 18   | 19   |
| 12   | 20   | 21   | 22   | 23   | 24   | 25   | 26   |
| 13   | 27   | 28   | 29   | 30   | 31   |      |      |

| April | April | April | April | April | April | April | April |
| Kw    | Mo    | Di    | Mi    | Do    | Fr    | Sa    | So    |
| ----- | ----- | ----- | ----- | ----- | ----- | ----- | ----- |
| 13    |       |       |       |       |       | 1     | 2     |
| 14    | 3     | 4     | 5     | 6     | 7     | 8     | 9     |
| 15    | 10    | 11    | 12    | 13    | 14    | 15    | 16    |
| 16    | 17    | 18    | 19    | 20    | 21    | 22    | 23    |
| 17    | 24    | 25    | 26    | 27    | 28    | 29    | 30    |

| Mai | Mai | Mai | Mai | Mai | Mai | Mai | Mai |
| Kw  | Mo  | Di  | Mi  | Do  | Fr  | Sa  | So  |
| --- | --- | --- | --- | --- | --- | --- | --- |
| 18  | 1   | 2   | 3   | 4   | 5   | 6   | 7   |
| 19  | 8   | 9   | 10  | 11  | 12  | 13  | 14  |
| 20  | 15  | 16  | 17  | 18  | 19  | 20  | 21  |
| 21  | 22  | 23  | 24  | 25  | 26  | 27  | 28  |
| 22  | 29  | 30  | 31  |     |     |     |     |

| Juni | Juni | Juni | Juni | Juni | Juni | Juni | Juni |
| Kw   | Mo   | Di   | Mi   | Do   | Fr   | Sa   | So   |
| ---- | ---- | ---- | ---- | ---- | ---- | ---- | ---- |
| 22   |      |      |      | 1    | 2    | 3    | 4    |
| 23   | 5    | 6    | 7    | 8    | 9    | 10   | 11   |
| 24   | 12   | 13   | 14   | 15   | 16   | 17   | 18   |
| 25   | 19   | 20   | 21   | 22   | 23   | 24   | 25   |
| 26   | 26   | 27   | 28   | 29   | 30   |      |      |

| Juli | Juli | Juli | Juli | Juli | Juli | Juli | Juli |
| Kw   | Mo   | Di   | Mi   | Do   | Fr   | Sa   | So   |
| ---- | ---- | ---- | ---- | ---- | ---- | ---- | ---- |
| 26   |      |      |      |      |      | 1    | 2    |
| 27   | 3    | 4    | 5    | 6    | 7    | 8    | 9    |
| 28   | 10   | 11   | 12   | 13   | 14   | 15   | 16   |
| 29   | 17   | 18   | 19   | 20   | 21   | 22   | 23   |
| 30   | 24   | 25   | 26   | 27   | 28   | 29   | 30   |
| 31   | 31   |      |      |      |      |      |      |

| August | August | August | August | August | August | August | August |
| Kw     | Mo     | Di     | Mi     | Do     | Fr     | Sa     | So     |
| ------ | ------ | ------ | ------ | ------ | ------ | ------ | ------ |
| 31     |        | 1      | 2      | 3      | 4      | 5      | 6      |
| 32     | 7      | 8      | 9      | 10     | 11     | 12     | 13     |
| 33     | 14     | 15     | 16     | 17     | 18     | 19     | 20     |
| 34     | 21     | 22     | 23     | 24     | 25     | 26     | 27     |
| 35     | 28     | 29     | 30     | 31     |        |        |        |

| September | September | September | September | September | September | September | September |
| Kw        | Mo        | Di        | Mi        | Do        | Fr        | Sa        | So        |
| --------- | --------- | --------- | --------- | --------- | --------- | --------- | --------- |
| 35        |           |           |           |           | 1         | 2         | 3         |
| 36        | 4         | 5         | 6         | 7         | 8         | 9         | 10        |
| 37        | 11        | 12        | 13        | 14        | 15        | 16        | 17        |
| 38        | 18        | 19        | 20        | 21        | 22        | 23        | 24        |
| 39        | 25        | 26        | 27        | 28        | 29        | 30        |           |

| Oktober | Oktober | Oktober | Oktober | Oktober | Oktober | Oktober | Oktober |
| Kw      | Mo      | Di      | Mi      | Do      | Fr      | Sa      | So      |
| ------- | ------- | ------- | ------- | ------- | ------- | ------- | ------- |
| 39      |         |         |         |         |         |         | 1       |
| 40      | 2       | 3       | 4       | 5       | 6       | 7       | 8       |
| 41      | 9       | 10      | 11      | 12      | 13      | 14      | 15      |
| 42      | 16      | 17      | 18      | 19      | 20      | 21      | 22      |
| 43      | 23      | 24      | 25      | 26      | 27      | 28      | 29      |
| 44      | 30      | 31      |         |         |         |         |         |

| November | November | November | November | November | November | November | November |
| Kw       | Mo       | Di       | Mi       | Do       | Fr       | Sa       | So       |
| -------- | -------- | -------- | -------- | -------- | -------- | -------- | -------- |
| 44       |          |          | 1        | 2        | 3        | 4        | 5        |
| 45       | 6        | 7        | 8        | 9        | 10       | 11       | 12       |
| 46       | 13       | 14       | 15       | 16       | 17       | 18       | 19       |
| 47       | 20       | 21       | 22       | 23       | 24       | 25       | 26       |
| 48       | 27       | 28       | 29       | 30       |          |          |          |

| Dezember | Dezember | Dezember | Dezember | Dezember | Dezember | Dezember | Dezember |
| Kw       | Mo       | Di       | Mi       | Do       | Fr       | Sa       | So       |
| -------- | -------- | -------- | -------- | -------- | -------- | -------- | -------- |
| 48       |          |          |          |          | 1        | 2        | 3        |
| 49       | 4        | 5        | 6        | 7        | 8        | 9        | 10       |
| 50       | 11       | 12       | 13       | 14       | 15       | 16       | 17       |
| 51       | 18       | 19       | 20       | 21       | 22       | 23       | 24       |
| 52       | 25       | 26       | 27       | 28       | 29       | 30       | 31       |

| Januar | Januar | Januar | Januar | Januar | Januar | Januar | Januar |
| Kw     | Mo     | Di     | Mi     | Do     | Fr     | Sa     | So     |
| ------ | ------ | ------ | ------ | ------ | ------ | ------ | ------ |
| 52     |        |        |        |        |        |        | 1      |
| 1      | 2      | 3      | 4      | 5      | 6      | 7      | 8      |
| 2      | 9      | 10     | 11     | 12     | 13     | 14     | 15     |
| 3      | 16     | 17     | 18     | 19     | 20     | 21     | 22     |
| 4      | 23     | 24     | 25     | 26     | 27     | 28     | 29     |
| 5      | 30     | 31     |        |        |        |        |        |

| Februar | Februar | Februar | Februar | Februar | Februar | Februar | Februar |
| Kw      | Mo      | Di      | Mi      | Do      | Fr      | Sa      | So      |
| ------- | ------- | ------- | ------- | ------- | ------- | ------- | ------- |
| 5       |         |         | 1       | 2       | 3       | 4       | 5       |
| 6       | 6       | 7       | 8       | 9       | 10      | 11      | 12      |
| 7       | 13      | 14      | 15      | 16      | 17      | 18      | 19      |
| 8       | 20      | 21      | 22      | 23      | 24      | 25      | 26      |
| 9       | 27      | 28      |         |         |         |         |         |

| März | März | März | März | März | März | März | März |
| Kw   | Mo   | Di   | Mi   | Do   | Fr   | Sa   | So   |
| ---- | ---- | ---- | ---- | ---- | ---- | ---- | ---- |
| 9    |      |      | 1    | 2    | 3    | 4    | 5    |
| 10   | 6    | 7    | 8    | 9    | 10   | 11   | 12   |
| 11   | 13   | 14   | 15   | 16   | 17   | 18   | 19   |
| 12   | 20   | 21   | 22   | 23   | 24   | 25   | 26   |
| 13   | 27   | 28   | 29   | 30   | 31   |      |      |

| April | April | April | April | April | April | April | April |
| Kw    | Mo    | Di    | Mi    | Do    | Fr    | Sa    | So    |
| ----- | ----- | ----- | ----- | ----- | ----- | ----- | ----- |
| 13    |       |       |       |       |       | 1     | 2     |
| 14    | 3     | 4     | 5     | 6     | 7     | 8     | 9     |
| 15    | 10    | 11    | 12    | 13    | 14    | 15    | 16    |
| 16    | 17    | 18    | 19    | 20    | 21    | 22    | 23    |
| 17    | 24    | 25    | 26    | 27    | 28    | 29    | 30    |

| Mai | Mai | Mai | Mai | Mai | Mai | Mai | Mai |
| Kw  | Mo  | Di  | Mi  | Do  | Fr  | Sa  | So  |
| --- | --- | --- | --- | --- | --- | --- | --- |
| 18  | 1   | 2   | 3   | 4   | 5   | 6   | 7   |
| 19  | 8   | 9   | 10  | 11  | 12  | 13  | 14  |
| 20  | 15  | 16  | 17  | 18  | 19  | 20  | 21  |
| 21  | 22  | 23  | 24  | 25  | 26  | 27  | 28  |
| 22  | 29  | 30  | 31  |     |     |     |     |

| Juni | Juni | Juni | Juni | Juni | Juni | Juni | Juni |
| Kw   | Mo   | Di   | Mi   | Do   | Fr   | Sa   | So   |
| ---- | ---- | ---- | ---- | ---- | ---- | ---- | ---- |
| 22   |      |      |      | 1    | 2    | 3    | 4    |
| 23   | 5    | 6    | 7    | 8    | 9    | 10   | 11   |
| 24   | 12   | 13   | 14   | 15   | 16   | 17   | 18   |
| 25   | 19   | 20   | 21   | 22   | 23   | 24   | 25   |
| 26   | 26   | 27   | 28   | 29   | 30   |      |      |

| Juli | Juli | Juli | Juli | Juli | Juli | Juli | Juli |
| Kw   | Mo   | Di   | Mi   | Do   | Fr   | Sa   | So   |
| ---- | ---- | ---- | ---- | ---- | ---- | ---- | ---- |
| 26   |      |      |      |      |      | 1    | 2    |
| 27   | 3    | 4    | 5    | 6    | 7    | 8    | 9    |
| 28   | 10   | 11   | 12   | 13   | 14   | 15   | 16   |
| 29   | 17   | 18   | 19   | 20   | 21   | 22   | 23   |
| 30   | 24   | 25   | 26   | 27   | 28   | 29   | 30   |
| 31   | 31   |      |      |      |      |      |      |

| August | August | August | August | August | August | August | August |
| Kw     | Mo     | Di     | Mi     | Do     | Fr     | Sa     | So     |
| ------ | ------ | ------ | ------ | ------ | ------ | ------ | ------ |
| 31     |        | 1      | 2      | 3      | 4      | 5      | 6      |
| 32     | 7      | 8      | 9      | 10     | 11     | 12     | 13     |
| 33     | 14     | 15     | 16     | 17     | 18     | 19     | 20     |
| 34     | 21     | 22     | 23     | 24     | 25     | 26     | 27     |
| 35     | 28     | 29     | 30     | 31     |        |        |        |

| September | September | September | September | September | September | September | September |
| Kw        | Mo        | Di        | Mi        | Do        | Fr        | Sa        | So        |
| --------- | --------- | --------- | --------- | --------- | --------- | --------- | --------- |
| 35        |           |           |           |           | 1         | 2         | 3         |
| 36        | 4         | 5         | 6         | 7         | 8         | 9         | 10        |
| 37        | 11        | 12        | 13        | 14        | 15        | 16        | 17        |
| 38        | 18        | 19        | 20        | 21        | 22        | 23        | 24        |
| 39        | 25        | 26        | 27        | 28        | 29        | 30        |           |

| Oktober | Oktober | Oktober | Oktober | Oktober | Oktober | Oktober | Oktober |
| Kw      | Mo      | Di      | Mi      | Do      | Fr      | Sa      | So      |
| ------- | ------- | ------- | ------- | ------- | ------- | ------- | ------- |
| 39      |         |         |         |         |         |         | 1       |
| 40      | 2       | 3       | 4       | 5       | 6       | 7       | 8       |
| 41      | 9       | 10      | 11      | 12      | 13      | 14      | 15      |
| 42      | 16      | 17      | 18      | 19      | 20      | 21      | 22      |
| 43      | 23      | 24      | 25      | 26      | 27      | 28      | 29      |
| 44      | 30      | 31      |         |         |         |         |         |

| November | November | November | November | November | November | November | November |
| Kw       | Mo       | Di       | Mi       | Do       | Fr       | Sa       | So       |
| -------- | -------- | -------- | -------- | -------- | -------- | -------- | -------- |
| 44       |          |          | 1        | 2        | 3        | 4        | 5        |
| 45       | 6        | 7        | 8        | 9        | 10       | 11       | 12       |
| 46       | 13       | 14       | 15       | 16       | 17       | 18       | 19       |
| 47       | 20       | 21       | 22       | 23       | 24       | 25       | 26       |
| 48       | 27       | 28       | 29       | 30       |          |          |          |

| Dezember | Dezember | Dezember | Dezember | Dezember | Dezember | Dezember | Dezember |
| Kw       | Mo       | Di       | Mi       | Do       | Fr       | Sa       | So       |
| -------- | -------- | -------- | -------- | -------- | -------- | -------- | -------- |
| 48       |          |          |          |          | 1        | 2        | 3        |
| 49       | 4        | 5        | 6        | 7        | 8        | 9        | 10       |
| 50       | 11       | 12       | 13       | 14       | 15       | 16       | 17       |
| 51       | 18       | 19       | 20       | 21       | 22       | 23       | 24       |
| 52       | 25       | 26       | 27       | 28       | 29       | 30       | 31       |

## Ereignisse

### Politik und Weltgeschehen

#### Holländischer Krieg / Nordischer Krieg

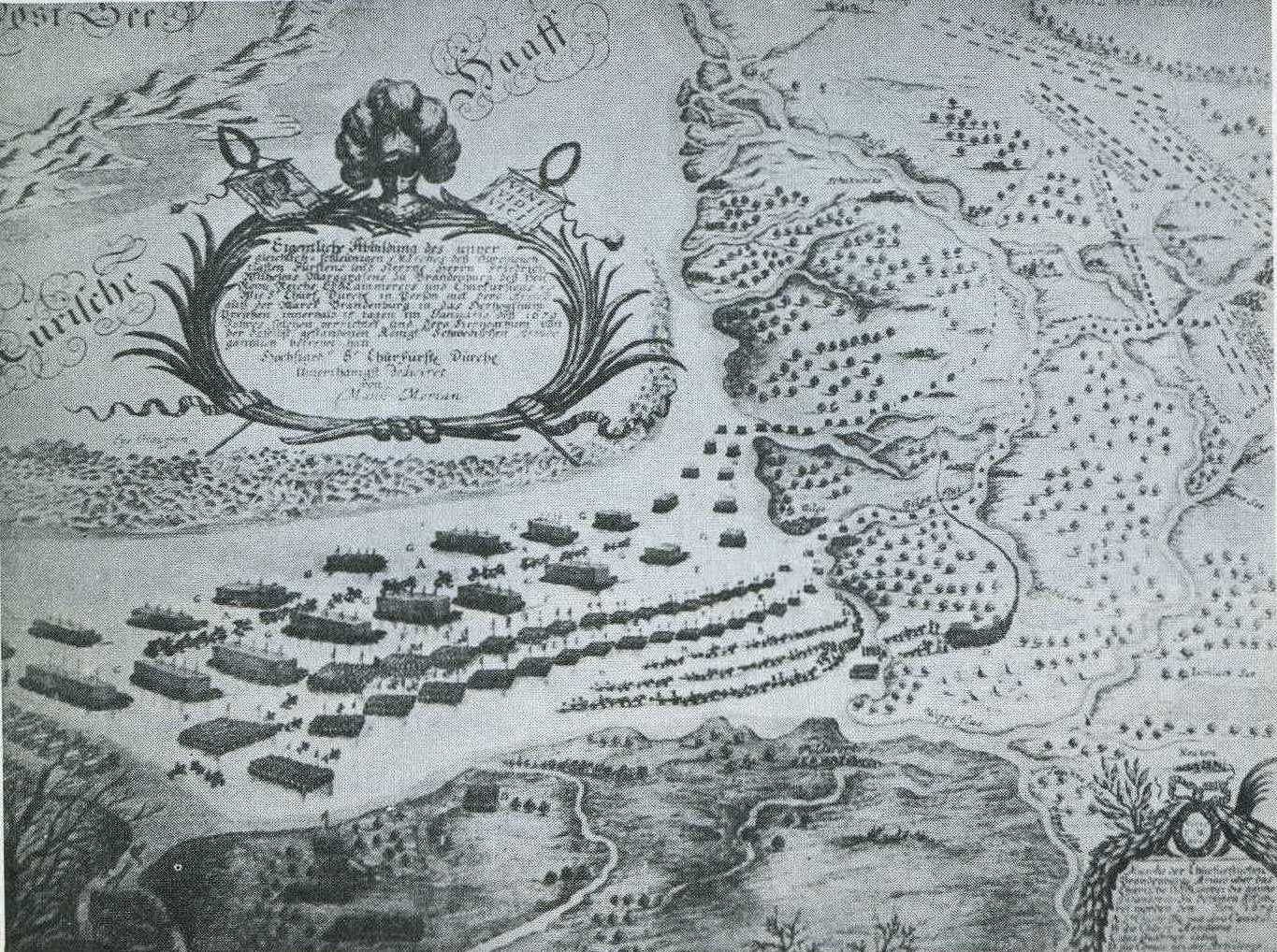
Zeitgenössische Darstellung des Überganges

- Januar: Mit der Jagd über das Kurische Haff vertreibt Kurfürst Friedrich Wilhelm von Brandenburg die eingefallene schwedische Armee aus Ostpreußen.
- 5. Februar: Frankreich schließt mit Schweden und dem Heiligen Römischen Reich den Frieden von Nimwegen zur Beendigung des Französisch-Niederländischen Krieges. Frankreich erlangt in diesem Teilabkommen Freiburg und Kehl, dafür gibt es Philippsburg und das um Nancy verkleinerte Lothringen an das Reich zurück. Lothringen bleibt allerdings französisch besetzt, nachdem der rechtmäßige Herzog Karl die Abtretung Nancys ablehnt.
- 7. Februar: Das Gefecht bei Telschi beim heutigen Telšiai in Litauen zwischen schwedischen und brandenburgischen Truppenbleibt ohne eindeutigen Sieger.
- 29. Juni: Der Große Kurfürst Friedrich Wilhelm verliert im Frieden von Saint-Germain das eroberte Vorpommern wieder an die Schweden.
- 2. Oktober: Im Rahmen der Friedensverträge von Nimwegen beenden Schweden und die Niederlande ihren Kriegszustand.
- 26. September: Der Frieden von Lund bekräftigt die Regelungen des Friedens von Fontainebleau (1679) zum Schonischen Krieg. Der Vertragsschluss wird aus Gründen der Staatsräson in Schweden wiederholt.
- 25. Oktober: Der Große Kurfürst, Friedrich Wilhelm von Brandenburg, erklärt sich im geheimen Vertrag von Saint-Germain-en-Laye bereit, Frankreichs Herrscher Ludwig XIV. bei einer Bewerbung als römisch-deutscher Kaiser seine Stimme zu geben.

#### England

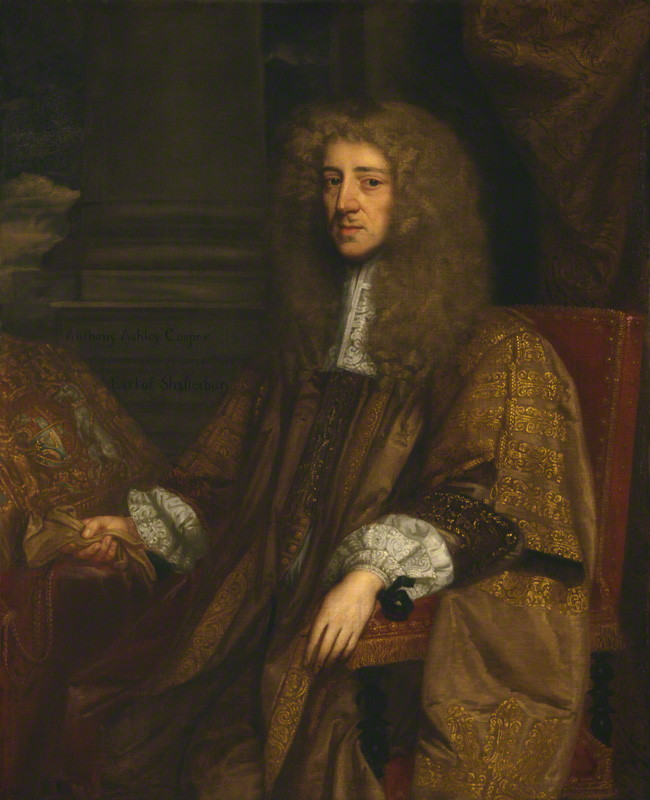
Anthony Ashley-Cooper, 1. Earl of Shaftesbury

- 15. Mai: Anthony Ashley-Cooper, 1. Earl of Shaftesbury, legt dem Unterhaus in London die Exclusion Bill vor, mit der der Bruder des Königs, der spätere König Jakob II., wegen seines römisch-katholischen Glaubens von der englischen Thronfolge ausgeschlossen werden soll. Als sich eine Mehrheit für die Petition abzeichnet, löst König Karl II. das Parlament auf.
- 27. Mai: Der englische König Karl II. muss den Habeas Corpus Act unterschreiben. Jeder Beschuldigte muss nun innerhalb von drei Tagen einem Richter vorgeführt werden und darf unter keinen Umständen außer Landes gebracht werden.

#### Heiliges Römisches Reich
- 26. Mai: Auf den verstorbenen Ferdinand Maria folgt sein Sohn Maximilian II. Emanuel als Kurfürst von Bayern.
- 7. November: Anselm Franz von Ingelheim wird nach dem Tod von Karl Heinrich von Metternich-Winneburg Erzbischof von Mainz und damit gleichzeitig Kurfürst.

#### Österreich
- 13. März: Mit dem Tractatus de iuribus incorporalibus erlässt Kaiser Leopold I. einen Gesetzestext, der teilweise bis in das 20. Jahrhundert als relevant für die Rechtsentwicklung betrachtet wird. Er betrifft hauptsächlich Rechte und Pflichten der Grundherrschaften und ihrer Untertanen, hat aber auch zwei Abschnitte zum Strafrecht und enthält einen umfangreichen Abschnitt über Grundstücke sowie die damit verbundenen Rechte und Verfahren.

#### Asien
- Constantine Phaulkon, der spätere Kanzler des Königreichs Ayutthaya, tritt als Dolmetscher in den Dienst von König Narai.

### Wissenschaft und Technik
- Edme Mariotte stellt sein Gasgesetz auf, später als Boyle-Mariotte-Gesetz benannt.
- Robert Hooke formuliert die Grundgesetze der Elastizität.
- Denis Papin erfindet den Dampfkochtopf, ein Schritt auf dem Weg zur Dampfmaschine.
- Die Naturforscherin Maria Sibylla Merian veröffentlicht ihr zweites Werk Der Raupen wunderbare Verwandlung und sonderbare Blumennahrung.

### Katastrophen

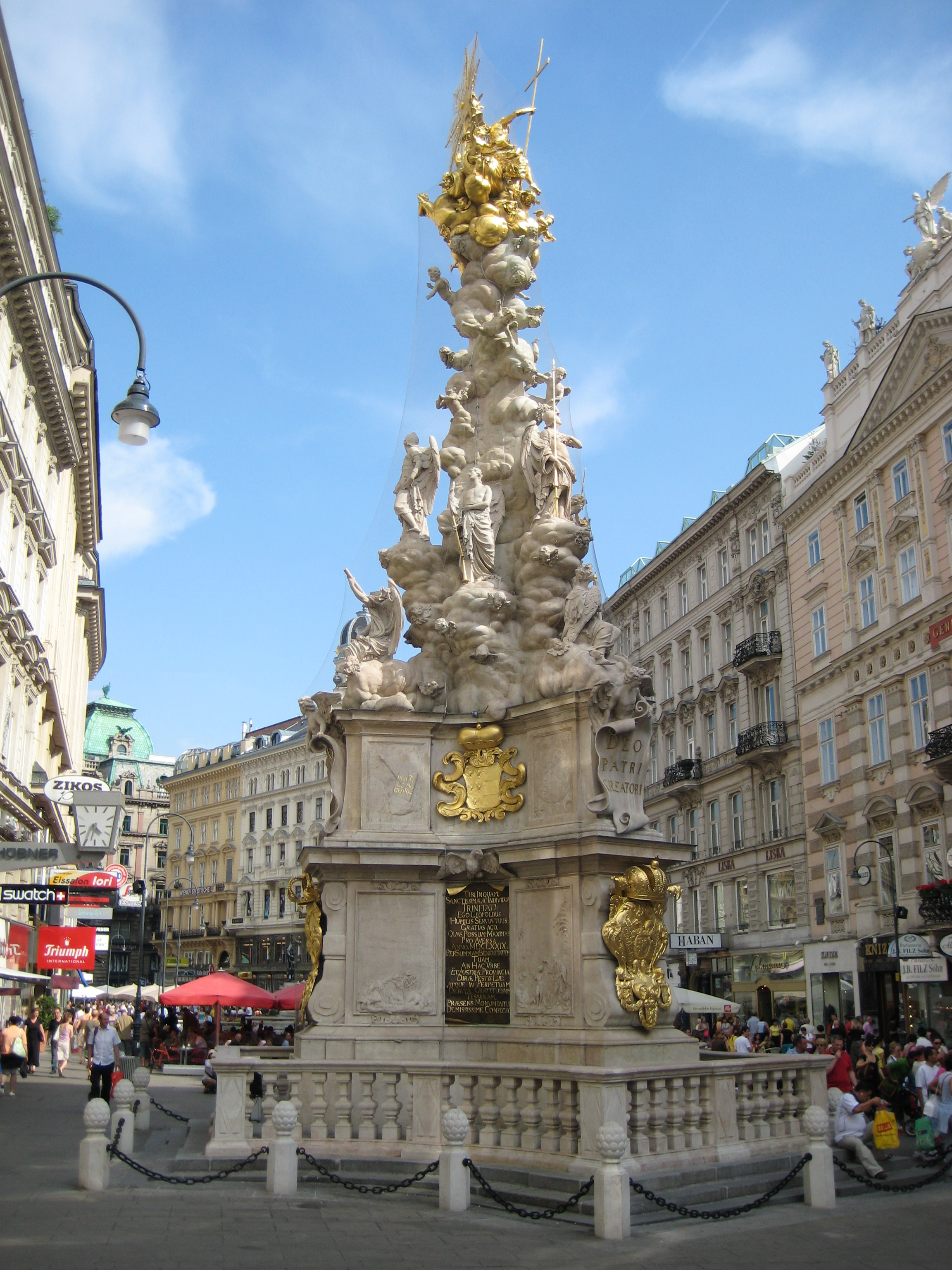
Die Wiener Pestsäule heute

Wien wird von einer Pestepidemie heimgesucht. Die Legende des lieben Augustin entsteht. Auf der Flucht aus der Stadt gelobt Kaiser Leopold I. die Errichtung einer Gnadensäule bei Beendigung der Pest in Wien. Noch im selben Jahr wird eine provisorische Holzsäule von Johann Frühwirth eingeweiht. Die Wiener Pestsäule in ihrer heutigen Form wird schließlich 1693 fertiggestellt.

## Geboren

### Geburtsdatum gesichert
- 04. Januar: Roger Wolcott, britischer Politiker und Gouverneur der Colony of Connecticut († 1767)
- 05. Januar: Pietro Filippo Scarlatti, italienischer Komponist, Organist und Chorleiter († 1750)
- 06. Januar: Johann Georg Glume, deutscher Bildhauer († 1765 oder 1767)
- 24. Januar: Christian Wolff, bedeutender deutscher Universalgelehrter, Philosoph, Jurist und Mathematiker und einer der wichtigsten Philosophen zwischen Leibniz und Kant († 1754)
- 28. Januar: Karl Wilhelm von Baden-Durlach, Markgraf von Baden, Gründer von Karlsruhe († 1738)
- 16. Februar: Friedrich Wilhelm, Herzog von Sachsen-Meiningen († 1746)
- 18. Februar: Samuel Walther, deutscher Schriftsteller († 1754)
- 24. Februar: Georg Friedrich Kauffmann, deutscher Organist und Komponist († 1735)
- 24. Februar: Johann Reinhard Rus, deutscher orientalischer Philologe, Gräzist und evangelischer Theologe († 1738)
- 21. März: Benedict Calvert, 4. Baron Baltimore, Lord Proprietor der englischen Kolonie  Maryland († 1715)
- 27. März: Maximilian Ulrich von Kaunitz, Landeshauptmann von Mähren († 1746)
- 04. Mai: Johann Georg Mozart, deutscher Buchbinder († 1736)
- 13. Mai: Siard Frick, Abt von Schussenried († 1750)
- 24. Mai: Adam Friedrich Pezoldt, deutscher Chemiker und Mediziner († 1761)
- 27. Mai: Leopold Anton von Firmian, Fürstbischof von Salzburg († 1744)
- 24. Juli: Philipp Gerlach, deutscher Architekt († 1748)
- 15. August: Adam Friedrich Zürner, deutscher Kartograf († 1742)
- 29. August: Franz Konrad von Stadion und Thannhausen, Fürstbischof von Bamberg († 1757)
- 11. September: Leopold, Herzog von Lothringen und Bar († 1729)
- 18. September: Georg Dietloff von Arnim-Boitzenburg, preußischer Staatsmann und Minister († 1753)
- 26. September: Johann Gottlob Carpzov, deutscher lutherischer Theologe († 1767)
- 28. September: Mihael Omerza, slowenischer Komponist († 1742)
- 04. Oktober: Ernst Dietrich Bartels, deutscher Bildschnitzer († 1762)
- 10. Oktober: Christian Vater, deutscher Orgelbauer († 1756)
- 13. Oktober: Magdalena Augusta von Anhalt-Zerbst, Prinzessin von Anhalt-Zerbst († 1740)
- 20. Oktober: Samuel von Cocceji, Jurist, Großkanzler († 1755)
- 24. Oktober: Johann Adolph von Ahlefeldt, Gutsherr der Güter Buckhagen, Giffelfeldt, Raskenberg und Priesholz († 1761)
- 01. November: Johann Georg von Königsfeld, Reichsvizekanzler des Heiligen Römischen Reiches († 1750)
- 10. November: Christian Carl Gabel, dänischer Vizeadmiral († 1748)
- 10. November: Johann Christian Schieferdecker, deutscher Kirchenmusiker, Organist und Komponist († 1732)
- 12. November: Firmin Abauzit, französischer Gelehrter († 1767)
- 12. November: Thomas Philippe Wallrad d’Hénin-Liétard d’Alsace-Boussu de Chimay, flämischer Geistlicher († 1759)
- 29. November: Antonio Farnese, Herzog von Parma und Piacenza († 1731)
- 16. Dezember: Anselm Reichlin von Meldegg, Fürstabt von Kempten († 1747)
- 17. Dezember: August Müller, deutscher evangelisch-lutherischer Theologe († 1749)
- 23. Dezember: Johann Juncker, deutscher Mediziner († 1759)
- 24. Dezember: Domenico Sarro, neapolitanischer Komponist († 1744)
- 27. Dezember: Maria Renata Singer von Mossau, deutsches Opfer der Hexenverfolgung, Nonne und Superiorin im Kloster Unterzell († 1749)

### Genaues Geburtsdatum unbekannt
- Abraham Ardzivian, Patriarch von Kilikien der Armenisch-katholischen Kirche († 1749)
- Catherine Barton, Verwalterin von Sir Isaac Newtons Nachlass († 1739)
- Woodes Rogers, britischer Freibeuter († 1732)
- Jan Dismas Zelenka, böhmischer Barockkomponist († 1745)

## Gestorben

### Erstes Halbjahr
- 09. Januar: Ostap Hohol, Hetman der rechtsufrigen Ukraine
- 26. Januar: Domenico Carlone, italienischer Baumeister und Stuckateur (* um 1615)
- 05. Februar: Joost van den Vondel, niederländischer Dichter und Stückeschreiber (* 1587)
- 06. Februar: Margherita de’ Medici, Herzogin von Parma und Piacenza (* 1612)
- 14. Februar: Peter Hagendorf, deutscher Söldner und Tagebuchschreiber während des Dreißigjährigen Krieges (* 1601/1602)
- 02. März: Johann Thomasius, deutscher Rechtswissenschaftler, Staatsmann und Dichter (* 1624)
- 11. März: Luise Marie von der Pfalz, Fürstin zu Salm (* 1647)
- 26. März: John Leverett, Gouverneur der englischen Massachusetts Bay Colony (* 1616)
- 27. März: Abraham Mignon, niederländischer Maler (* 1640)
- 06. April: Thomas Notley, englischer Kolonialgouverneur von Maryland (* 1634)
- 15. April: Anne Geneviève de Bourbon-Condé , Herzogin von Longueville (* 1619)
- 17. April: Jan van Kessel der Ältere, flämischer Maler (* 1626)
- 18. April: Christian Hofmann von Hofmannswaldau, deutscher Schriftsteller (* 1617)
- 22. April: Giovanni Battista Passeri, italienischer Maler und Kunstschriftsteller (* um 1610)
- 000April: Louis d’Arpajon, französischer General (* vor 1601)
- 11. Mai: Esaias Reusner, deutscher Lautenist und Komponist (* 1636)
- 26. Mai: Ferdinand Maria, Kurfürst von Bayern (* 1636)
- 05. Juni: Francesco Maria Borzone, italienischer Maler (* 1625)
- 14. Juni: Guillaume Courtois, italienischer Historien- und Kirchenmaler französischer Herkunft (* 1628)

### Zweites Halbjahr
- 14. Juli: Giovanni Domenico Orsi de Orsini, böhmischer Architekt italienischer Abstammung (* 1634)
- 25. Juli: Johann Sebastian Mitternacht, deutscher Theologe, Rhetoriker, Pädagoge, Dramatiker und Barockdichter (* 1613)
- 27. Juli: Cornelis van der Lijn, Generalgouverneur von Niederländisch-Ostindien (* 1608)
- 12. August: Marie de Rohan-Montbazon, Herzogin von Chevreuse, Gegenspielerin von Kardinal Richelieu und Kardinal Mazarin (* 1600)
- 23. August: Johann Georg von Götzen, Landeshauptmann der Grafschaft Glatz (* 1623)
- 24. August: Jean-François Paul de Gondi, Erzbischof von Paris (* 1613)
- 02. September: Johann Duve, deutscher Kaufmann und Bankier (* 1611)
- 17. September: Prinz Juan José de Austria, spanischer Heerführer und Staatsmann (* 1629)
- 22. September: Anna Maria Sterck, Opfer der Hexenverfolgungen in Sigmaringen (* 1668)
- 26. September: Karl Heinrich von Metternich-Winneburg, Erzbischof und Kurfürst von Mainz sowie Fürstbischof von Worms (* 1622)
- 01. Oktober: Antonia, Prinzessin von Württemberg (* 1613)
- 04. Oktober: Urban Illmayr, Hofsteinmetzmeister in Wien
- 16. Oktober: Roger Boyle, Baron of Broghill, Baron Castlemartyr, Lord President of Munster; englischer Staatsmann (* 1621)
- 16. Oktober: Statius Speckhan, Bremer Bürgermeister und königlich-schwedischer Geheimrat (* 1599)
- 11. November: Rosina Schnorr, Unternehmerin im Erzgebirge (* 1618)
- 12. November: Frans Burman, niederländischer reformierter Theologe (* 1628)
- 24. November: Paul von Aussem, Weihbischof und Generalvikar in Köln (* 1616)
- 24. November: Elisabeth Beling, deutsche Stifterin (* 1595)

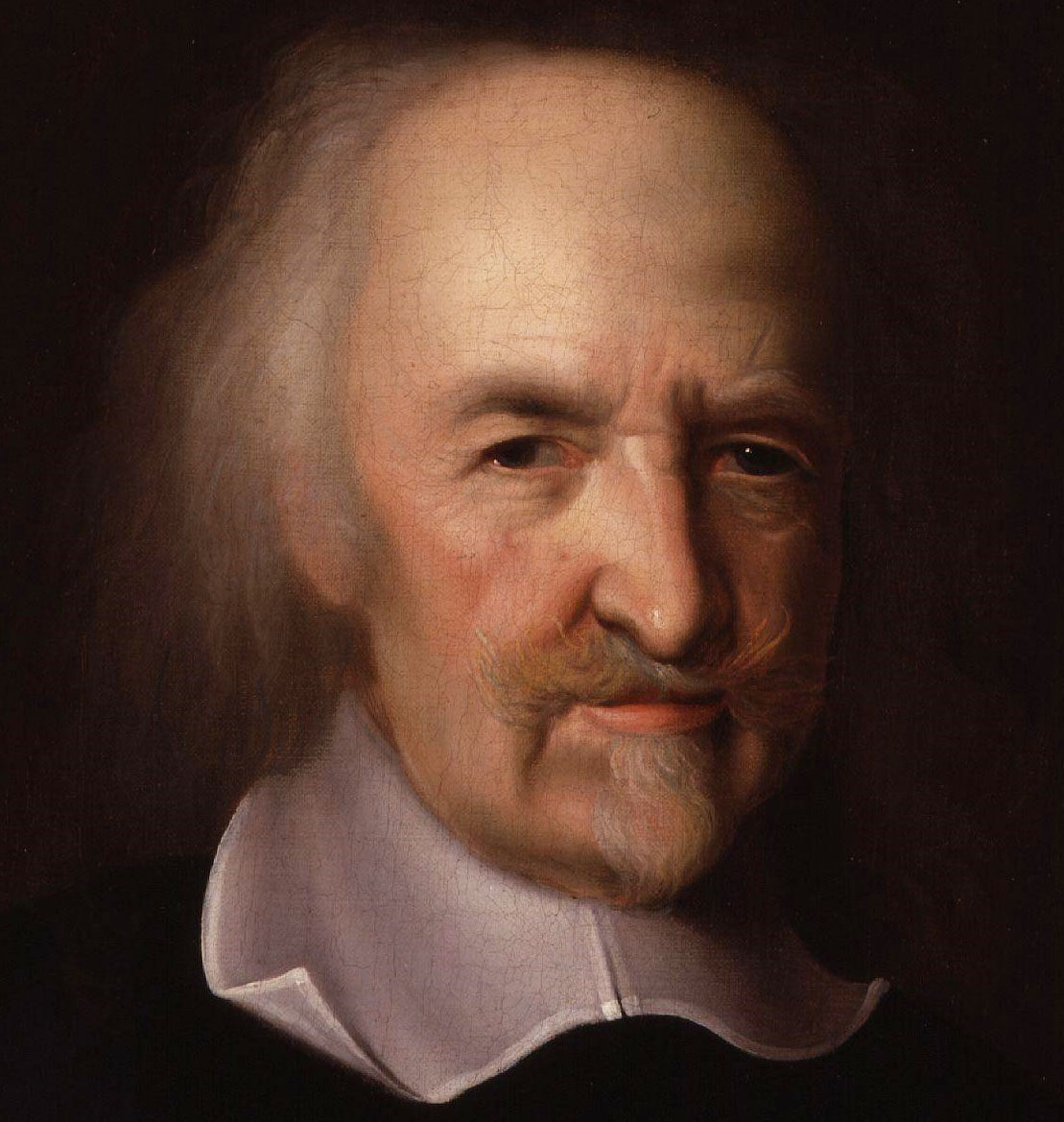
Thomas Hobbes

- 04. Dezember: Thomas Hobbes, englischer Philosoph (* 1588)
- 05. Dezember: Christoph Joachim Bucholtz, deutscher Rechtswissenschaftler und Bürgermeister von Hameln (* 1607)
- 10. Dezember: Francesco Barberini, italienischer Kardinal, Antiquar und Mäzen (* 1597)
- 11. Dezember: Andreas Cramer, schleswig-holsteinisch-gottorfischer Staatsmann (* vor 1620)
- 20. Dezember: Moritz von Nassau, Gouverneur von Holländisch-Brasilien (* 1604)
- 28. Dezember: Johann Friedrich, Herzog von Braunschweig-Lüneburg und Fürst von Calenberg (* 1625)
- 31. Dezember: Giovanni Alfonso Borelli, italienischer Physiker und Astronom (* 1608)